# Polmuz
Polmuz – polska firma produkująca instrumenty perkusyjne (zarówno idiofony, jak i membranofony) oraz niegdyś dęte, działająca od lat 60. XX wieku do 1992 roku.
Siedziba zakładu mieściła się w Warszawie przy ulicy Grochowskiej 75/77.
W swojej aktualnej formie reaktywowana w roku 2018 przez Salon Muzyczny DrumStore mieszczący się w Gdyni. Marka oferuje nowoczesne instrumenty, które są projektowane w Polsce, a wykonywane w Polsce, Hiszpanii, Turcji i na Tajwanie.